# تامرلان تمنوف
تامرلان تمنوف (روسی: Тамерлан Русланович Тменов؛ زادهٔ ۲۷ ژوئیه ۱۹۷۷) جودوکار اهل روسیه بود.
وی در مسابقات کشوری و بین‌المللی در مجموع برندهٔ ۷ مدال طلا، ۴ مدال نقره، ۵ مدال برنز شده‌است.